# S'aimer dans la grande ville
S'aimer dans la grande ville (대도시의 사랑법) est le deuxième recueil de nouvelles sud-coréen de Sang Young Park, publié par les éditions de Changbi en 2019.
Le 10 mars 2022, ce livre fait partie de la liste des treize nominations du premier tour pour la catégorie du prix international Booker,.
En France, il est traduit et paru en 2024 par les éditions de La Croisée.

## Résumé
Young est un étudiant, mais aussi un écrivain à ses heures perdues. Il adore passer du temps avec sa meilleure amie, Jae-hee, à sortir dans les rues et faire la fête avec des garçons à Séoul. Ce jeune homme dissimule son homosexualité, surtout devant sa mère affaiblie. Il plonge dans le doute et la solitude avec sa séropositivité, et ne compte que sur Kylie… le virus qui l'accompagne.

## Accueil critique
Stéphane Ehles, du magazine Télérama, a trouvé, dans ce roman, « une écriture fluide, une narration habilement menée, une belle sensibilité et beaucoup d'humour. Park sait restituer le tremblement que représente l'irruption d'une génération hédoniste dans une société coréenne très corsetée. De belles pages sur la quête éternelle de l'amour qui traverse générations et continents. L'universalisme dans toute sa splendeur. »

## Distinctions
- nommé pour le prix international Booker, en mars 2022[2],[3].

## Adaptations
- Love in the Big City, long métrage d'E.oni, présenté le 13 septembre 2024 au Festival international du film de Toronto 2024[5] et sorti le 1er octobre 2024 dans les salles sud-coréennes[6].
- Love in the Big City, drama diffusé le 21 octobre 2024 sur le réseau TVING[7].